# کوه بندکبود
 کوه بند کبود  یک کوه در البرز مرکزی رشته کوه البرز در استان البرز ایران است. این کوه ۲۰۶۵ متر ارتفاع دارد.